# Асёро (посёлок)
Асёро (яп. 足寄町 Асёро-тё:) — посёлок в Японии, находящийся в уезде Асёро округа Токати губернаторства Хоккайдо. Площадь посёлка составляет 1408,09 км², население — 7415 человек (30 июня 2014), плотность населения — 5,27 чел./км². Посёлок Асёро самый большой по площади посёлок в Японии.

## Географическое положение
Посёлок расположен на острове Хоккайдо в губернаторстве Хоккайдо. С ним граничат город Кусиро и посёлки Камисихоро, Хомбецу, Рикубецу, Окето, Цубецу, Сиранука.

## Население
Население посёлка составляет 7415 человек (30 июня 2014), а плотность — 5,27 чел./км². Изменение численности населения с 1980 по 2005 годы:
| 1980 | 12 667 чел. |  |
| 1985 | 11 586 чел. |  |
| 1990 | 10 289 чел. |  |
| 1995 | 9522 чел.   |  |
| 2000 | 8871 чел.   |  |
| 2005 | 8317 чел.   |  |

## Символика
Деревом посёлка считается Picea glehnii.